# Джеймстаун (Вашингтон)
Джеймстаун (англ. Jamestown) — переписна місцевість (CDP) в США, в окрузі Клеллам штату Вашингтон. Населення — 412 особи (2020).

## Географія
Джеймстаун розташований за координатами 48°7′22″ пн. ш. 123°5′28″ зх. д. / 48.12278° пн. ш. 123.09111° зх. д. (48.122839, -123.091043).  За даними Бюро перепису населення США в 2010 році переписна місцевість мала площу 1,51 км², уся площа — суходіл.

## Демографія
Згідно з переписом 2010 року, у переписній місцевості мешкала 361 особа в 168 домогосподарствах у складі 105 родин. Густота населення становила 239 осіб/км².  Було 196 помешкань (130/км²).
Расовий склад населення:
| - 82,3 % — білих - 11,4 % — корінних американців - 0,8 % — азіатів - 0,6 % — чорних або афроамериканців |

До двох чи більше рас належало 4,7 %. Частка іспаномовних становила 3,9 % від усіх жителів.
За віковим діапазоном населення розподілялося таким чином: 13,9 % — особи молодші 18 років, 59,5 % — особи у віці 18—64 років, 26,6 % — особи у віці 65 років та старші. Медіана віку мешканця становила 54,3 року. На 100 осіб жіночої статі у переписній місцевості припадало 90,0 чоловіків;  на 100 жінок у віці від 18 років та старших — 87,3 чоловіків також старших 18 років.
Середній дохід на одне домашнє господарство  становив 47 048 доларів США (медіана — 50 625), а середній дохід на одну сім'ю — 66 611 долар (медіана — 63 636). Медіана доходів становила 37 898 доларів для чоловіків та 34 265 доларів для жінок. За межею бідності перебувало 14,3 % осіб, у тому числі 16,4 % дітей у віці до 18 років та 0,0 % осіб у віці 65 років та старших.
Цивільне працевлаштоване населення становило 164 особи. Основні галузі зайнятості: роздрібна торгівля — 36,6 %, мистецтво, розваги та відпочинок — 32,3 %, освіта, охорона здоров'я та соціальна допомога — 8,5 %.